# Archilochus alexandri
Archilochus alexandri là một loài chim trong họ Trochilidae.

## Hình ảnh

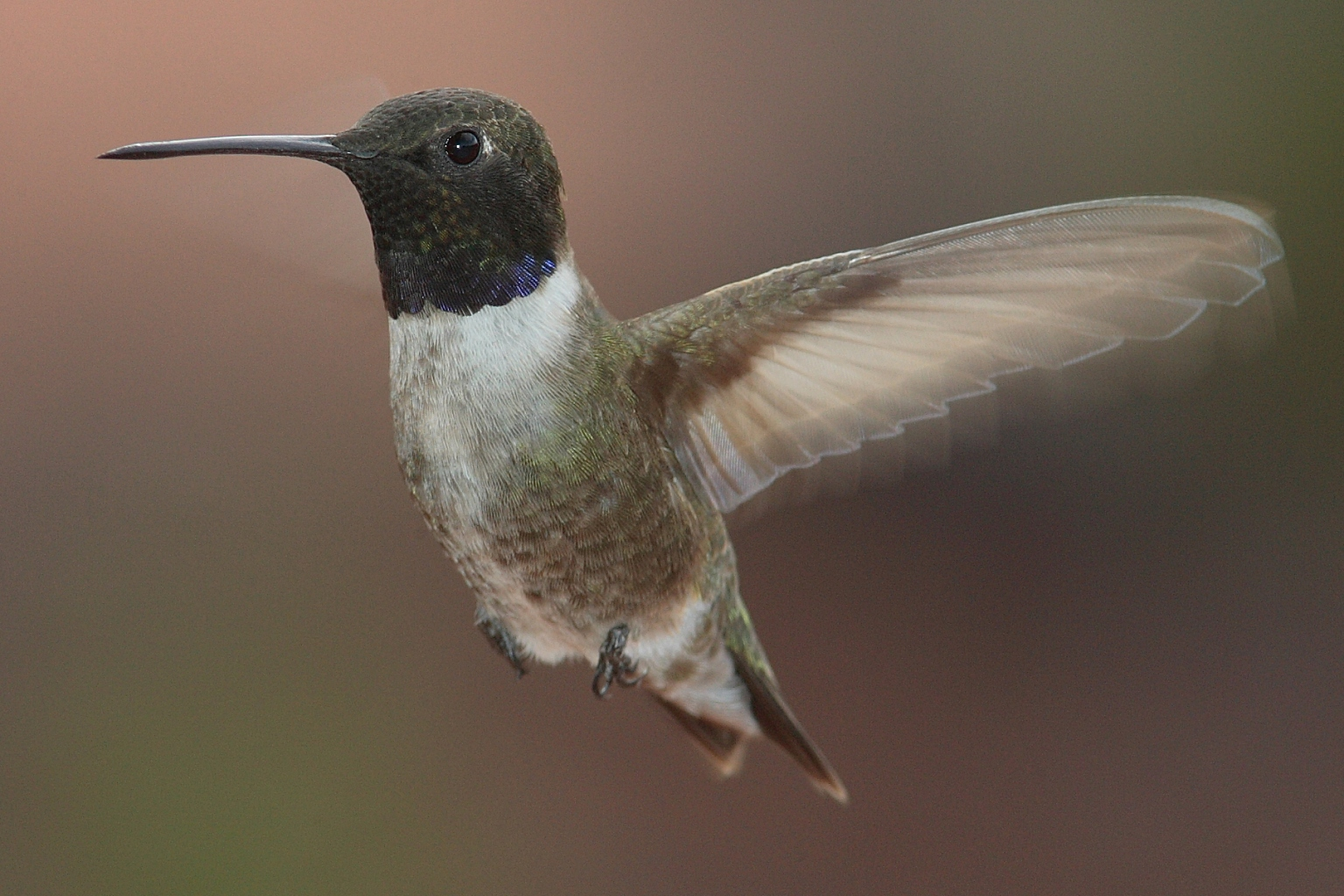
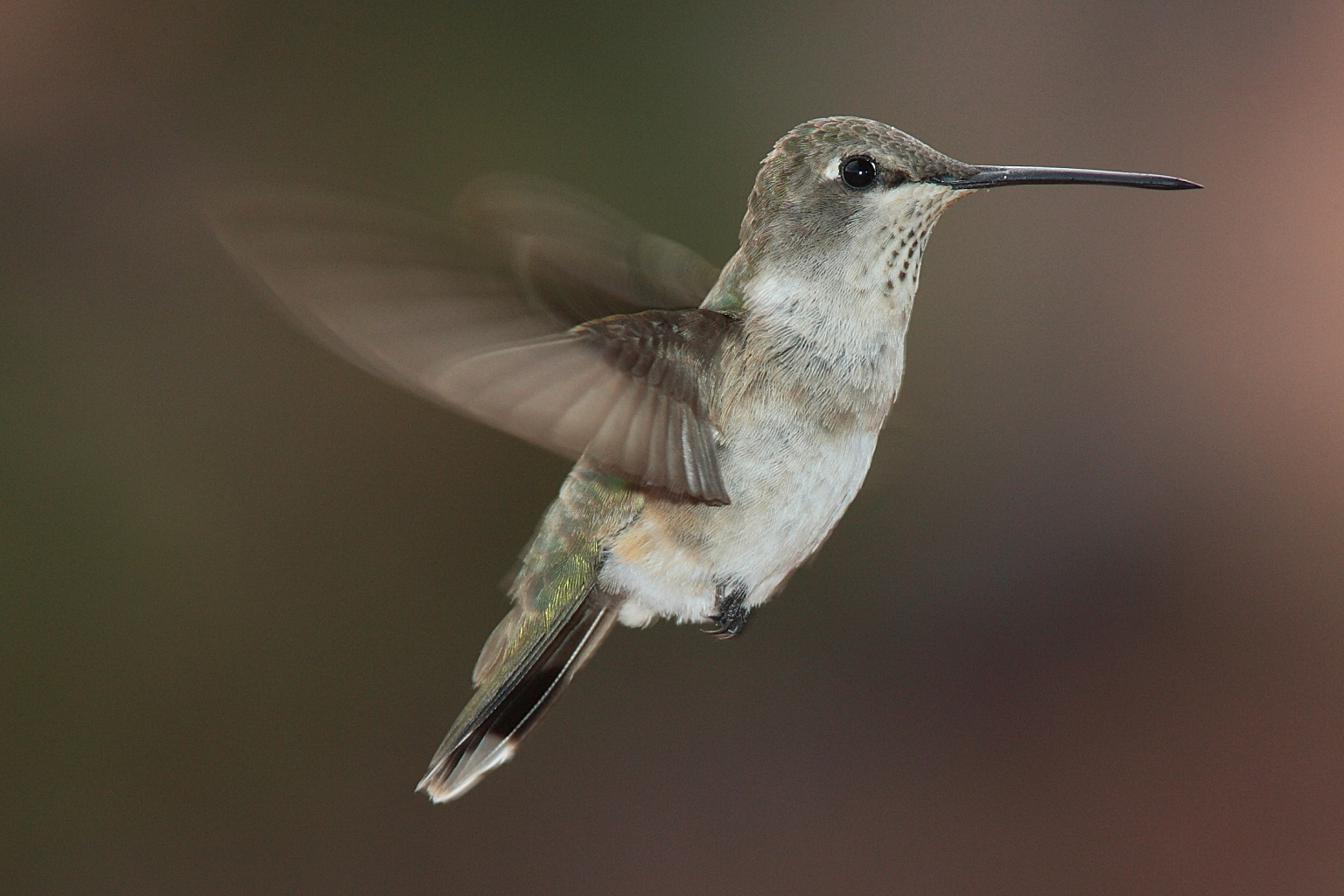